# Balega
Balega (Lega; Nekada zvani Warega, Rega, Walega, Warega).- Crnački narod sjeverozapadno od jezera Tanganjika.

## Jezik
KiLega, pripada rodu Bantu.

## Povijest
Balege svoju migraciju u sadašnje područje države Kongo započinju u 16. stoljeću iz Ugande. Na svome putu asimilirali su mnoge kulture, pa se njihov utjecaj osjeća u kulturama susjednih etničkih zajednica. U 17 stoljeću na putu Maniemu napadaju na ruandsku predstražu Rutshurer, zapadno od jezera Tanganjika, pokorivši narod što je živio u toj regiji.  

## Etnografija
Narod iz grupe Bantu crnaca nastanjen između velikih jezera i rijeke Lualabe u Demokratskoj Republici Kongo. Balege žive organizirani po autonomnim selima smještenim po vrhovima brda, zaštićena palisadama, i bez vrhovne središnje vlasti. Institucijom bwami muškarcima i ženama otvara se mogućnost sudjelovanja u regulaciji socijalnog, religioznog i političkog života plemena, i svi se trude da uđu u što viši rang kojih ima 5 za muškarce i 3 za žene. Circumcizija je neophodan proces koji omogućava ulazak u društvo bwami.
Ekonomija balega počiva na agrikulturi, lovu i ribolovu. Muški posao je lov i čišćenje novih polja na kojima će žene zasaditi manioku, banane, rižu i drugo bilje. 
Religija poznaje više bogova a glavni su Kalaga, Kenkunga i Ombe, te inkarnacija (utjelovljenje) đavla, Kaginga.

## Vanjske poveznice
- Lega Information
- Lega Masks  Arhivirana inačica izvorne stranice od 13. veljače 2021. (Wayback Machine)
- Lega (Balega, Rega, Walega, Warega), Democratic Republic of the Congo